# Rachel Delacour
Rachel Delacour, née le 31 août 1979 à Pont-Audemer, est une créatrice d'entreprise et business angel française.

## Biographie
Elle obtient un diplôme d’Euromed Management (renommé Kedge Business School).
Elle est d’abord contrôleuse de gestion. Elle travaille dans le service achats de FM Logistic Russie, puis chez Carrefour, puis chez le chausseur Bata.
Elle crée la société We Are Cloud en 2009 qui développe et commercialise BIME Analytics, un outil de Business Intelligence créé avec son mari Nicolas Raspal et vendu en mode SaaS. Elle utilise LinkedIn pour prendre contact avec des managers qui consacrent quelques minutes à tester le logiciel en ligne. L'un des principaux investisseurs est Alven Capital, avec 3 millions de dollars. En 2011, la société reçoit le prix de la meilleure startup de l'association Eurocloud.
Cette entreprise est vendue à Zendesk en octobre 2015 pour 45 millions de dollars. C'est ainsi que BIME Analytics, née à Montpellier et passée par Paris est relocalisée à Kansas City, Missouri,,.
Elle milite à l'association France digitale, dont elle est vice-présidente puis co-présidente de décembre 2017 à avril 2019,, où elle fait du cyber évangélisme. En 2018, elle propose de créer un bac « N » comme Numérique. Elle est membre du jury de sélection Founders Program des startups candidates pour entrer à l'incubateur de startups de Station F. Elle participe aussi à l'association Intérêt à agir.
À partir de 2015, elle s'intéresse au secteur spatial, puis peu après à la transformation climatique. Elle devient Business angel et investit dans des sociétés comme MemoBank ou Nabla. Elle participe au fonds 2050 créé par Marie Ekeland et au SPAC 2MX Organic créé par Xavier Niel. Elle est cofondateur de WeSprint.
En 2021, elle cofonde Sweep, et collecte près de 100 millions de dollars dès la première année au travers de trois levées. Elle développe et commercialise un logiciel qui permet aux sociétés clientes de mesurer et de suivre leurs émissions carbone afin de les réduire, et l'accès à une place de marché CO2,.

## Décorations
- Chevalier de l'ordre national du Mérite depuis le 8 décembre 2018. Promue officier le 15 mai 2025[16].